# Théâtre Jorge-Eliécer-Gaitán
Pour les articles homonymes, voir Gaitán.
Le théâtre Jorge Eliécer Gaitán (espagnol : Teatro Jorge Eliécer Gaitán) est une salle de théâtre située à Bogota en Colombie. Il a été fondé en 1940 sous le nom de Teatro Colombia avant de prendre son nom actuel en 1973.

## Histoire
Après la réalisation d'un théâtre improvisé par l'Italien Francisco Zenardo dans l'église de Santa Clara (es), il est décidé de créer un espace pour les représentations artistiques. Ainsi, le 15 février 1890, un théâtre municipal (espagnol : Teatro Municipal) est inauguré par la troupe d'opéra italienne Azzali avec l'œuvre El trovador.
Il devient un lieu important pour le leader libéral Jorge Eliécer Gaitán qui y promeut souvent le gaitanisme. Quatre ans après sa mort, en 1952, le président Laureano Gómez décide de la démolition du théâtre.
Le 20 juin 1940, le Teatro Colombia, une salle consacrée aux merveilles du cinéma, est inauguré sur le site de l'ancien théâtre. Le 8 mars 1973, après l'acquisition en 1971 du théâtre par le District, le bâtiment est de nouveau inauguré et renommé en « Théâtre Jorge Eliécer Gaitán ».